# Дим (Альшеевский район)
Дим (баш. МФА: Димо файле) — село в Кармышевском сельсовете Альшеевского района Республики Башкортостан России.

## География
Расположено на р. Аврюз (приток р. Дёма).

### Географическое положение
Расстояние до:
- районного центра (Раевка): 13 км,
- центра сельсовета (Кармышево): 8 км,
- ближайшей железнодорожной станции (Раевка): 13 км.

## История
Появился в 1935 как посёлок работников Дёмского отделения Раевского совхоза одновременно с организацией Раевского совхоза. Первоначально назывался п. Дёмовского отделения совхоза, с начала 1950‑х гг. — посёлок Дёмского отделения Раевского совхоза, с 2005 современный статус, с 2007 года — и современное название Дим.
Статус село, сельского населённого пункта, посёлок приобрёл, вкупе с 5 посёлками района, согласно Закону Республики Башкортостан от 20 июля 2005 года N 211-з «О внесении изменений в административно-территориальное устройство Республики Башкортостан в связи с образованием, объединением, упразднением и изменением статуса населённых пунктов, переносом административных центров», ст.1

5. Изменить статус следующих населённых пунктов, установив тип поселения — село:

…

3) в Альшеевском районе:
 
а) посёлка Демского отделения Раевского совхоза Кармышевского сельсовета;
 
б) посёлка санатория имени Чехова Воздвиженского сельсовета;
 
в) посёлка сельхозтехникума Аксеновского сельсовета;
 
г) посёлка Тавричанка Кызыльского сельсовета;
 
д) посёлка совхоза «Шафраново» Нижнеаврюзовского сельсовета;

До 10 сентября 2007 года называлась селом Дёмского отделения Раевского совхоза.
Переименование прошло согласно Постановлению Правительства РФ от 10 сентября 2007 г. N 572 «О присвоении наименований географическим объектам и переименовании географических объектов в Республике Адыгея, Республике Башкортостан, Ленинградской, Смоленской и Челябинской областях», вместе с 12 населёнными пунктами района:

переименовать в Республике Башкортостан:
 
в Альшеевском районе — деревню разъезда Аврюз в деревню Григорьевка, село Демского отделения Раевского совхоза в село Дим, деревню Зеленоклиновского отделения Кызыльского совхоза в деревню Зелёный Клин, деревню Красноклиновского отделения Раевского совхоза в деревню Красный Клин, деревню Линдовского отделения Раевского совхоза в деревню Линда, деревню 1-го отделения Кызыльского совхоза в деревню Сулпан, село сельхозтехникума в село Ким, деревню разъезда Слак в деревню Хусаин, деревню хозяйства Заготскота в деревню Шишма, деревню 3-го отделения совхоза «Шафраново» в деревню Каменка, село совхоза «Шафраново» в село Мечниково, деревню 2-го отделения Кызыльского совхоза в деревню Ярташлы; 

## Население
| 2002 | 2009 | 2010 |
| ---- | ---- | ---- |
| 284  | ↘280 | ↘278 |

Историческая численность населения: в 1939 — 161; 1959 — 311; 1989 — 284; 2002 — 284; 2010 — 278 чел.
Национальный состав
Согласно переписи 2002 года, в посёлке Дёмского отделения Раевского совхоза преобладающая национальность — башкиры (84 %).

## Инфраструктура
Основная школа, фельдшерско-акушерский пункт.